# Luis Eyzaguirre
Luis Armando Eyzaguirre Silva (Santiago, 1939. szeptember 22. –) chilei válogatott labdarúgó.
A chilei válogatott tagjaként részt vett az 1962-es és az 1966-os világbajnokságon.

## Sikerei, díjai
Universidad de Chile
- Chilei bajnok (5): 1959, 1962, 1964, 1965, 1967

Chile
- Világbajnoki bronzérmes (1): 1962